# سودابه سالم
سودابه سالم (زادهٔ ۱ بهمن ۱۳۳۳) موسیقی‌دان و آهنگساز اهل ایران است. او از آهنگسازان شناخته شده در زمینهٔ موسیقی کودکان است.

## زندگی هنری
سودابه سالم ۱ بهمن ۱۳۳۳ در تهران متولد شد. پس از پایان فراگیری موسیقی در هنرستان موسیقی ملی، تحصیلات موسیقی خود را در دانشکده هنرهای زیبای دانشگاه تهران پی گرفت. بعد از پایان تحصیلات، همکاری خود را با کانون پرورشی فکری کودکان و نوجوانان آغاز کرد.
او سال‌ها به‌طور مستمر در زمینه موسیقی کودکان با رویکرد استفاده از عناصر موسیقی ایرانی و بومی فعالیت کرده‌است. وی همچنین دوره‌هایی را در زمینه موسیقی درمانی، خلاقیت و آموزش موسیقی در اتریش گذرانده‌است. پشنگ کامکار همسر و نیریز و سیاوش کامکار فرزند وی هستند. او در سال ۱۳۷۷ جایزه بهترین موسیقی را از جشنواره تئاتر دریافت کرد.
مهر ۱۳۹۲، در مراسم جشن خانه موسیقی ایران، از سودابه سالم به همراه چند تن از چهره‌های پیشکسوت موسیقی ایران تجلیل و تقدیر بعمل آمد.

## فعالیت‌های هنری
از جمله فعالیت‌های سودابه سالم به موارد زیر می‌توان اشاره کرد:
آموزش موسیقی کودک، آهنگسازی موسیقی کودک، پایه‌گذاری متد آموزشی «بازی‌های آوازی»، تأسیس و سرپرستی «ارکستر کودکان ایران زمین» (۱۳۷۴)، تشکیل و سرپرستی «گروه موسیقی کودکان بم»، تشکیل و سرپرستی گروه موسیقی «ودا»، پروژه موسیقی درمانی (به مدت ۱ سال) با همکاری یونیسف در کانون اصلاح و تربیت، موسیقی درمانی در شهرستان بم پس از زلزله (به مدت ۸ ماه)، همکاری با کانون پرورش فکری کودکان و نوجوان، آموزش موسیقی درمانی، همکاری با مراکز درمانی کودکان استثنایی

## آثار هنری
از میان آثار موسیقی سودابه سالم می‌توان به موارد زیر اشاره کرد:
- فیلم آموزش ریتم طبلک، ۱۳۹۲[۱۱]
- مجموعه صوتی تصویری ترانه‌های کودکی، ۱۳۹۲[۱۲]

آلبوم موسیقی
- زیر گنبد کبود،۱۳۹۴[۱۳]
- سه پرده شاهنامه، ۱۳۹۴
- بازی‌های آوازی ۱، با تنظیم کارن همایونفر، ۱۳۹۵[۱۴]
- بازی‌های آوازی ۲، ۱۳۹۵[۱۵]
- بازی‌های آوازی ۳، ۱۳۹۵[۱۶]
- بازی‌های آوازی ۴، ۱۳۹۵[۱۷]
- ترانه‌های چرا چرا؟ (تصویری)، ۱۳۹۶[۱۸]
- ترانه‌های مادر و کودک، ۱۳۹۹[۱۹]

کتاب
- بخوان با من بساز با من ۱، اثر برگزیده شورای کتاب کودک، ۱۳۸۴[۲۰]
- آموزش موسیقی در مدارس دوره ابتدایی، ۱۳۸۶[۱۴]
- بخوان با من بساز با من ۲، ۱۳۸۷[۲۱]
- طبلک (خودآموز موسیقی)، ۱۳۹۰[۲۲]